# Krøderen (See)
Der Krøderen ist ein norwegischer Binnensee im Fylke Buskerud. Er befindet sich in den Kommunen Flå und Krødsherad und wird mitunter auch Krøderfjord genannt. Er erstreckt sich 41 km in Nord-Süd-Richtung nördlich des Ortes Krøderen. Der wichtigste Zufluss ist die Hallingdalselva im Norden des Sees, der Abfluss ist die Snarumselva am Südende des Sees.
Die Fläche des Sees beträgt 42,88 km², die Höhe 132 m, der Umkreis 113,81 km und die Tiefe 119 m.
Bei Noresund (am RV 7) gibt es eine Brücke über den See.
Der Name Krøderen geht auf altnordisch Kræðir zurück, was in etwa gebogen oder krumm bedeutet und sich vermutlich von der Form des Sees ableitet.